# Sultan Mahmoud
Sultan Mahmoud (ur. 15 maja 1935 w Lyallpurze) – pakistański bokser.
Uczestniczył w Letnich Igrzyskach Olimpijskich, w 1960 roku, odpadł w drugiej rundzie w wadze średniej po przegranej walce z Tadeuszem Walaskiem. Podczas Letnich Igrzysk Olimpijskich, w 1964 roku, przegrał w drugiej rundzie z Walerijem Popienczenką z ZSRR.